# Wasserturm Rüthen

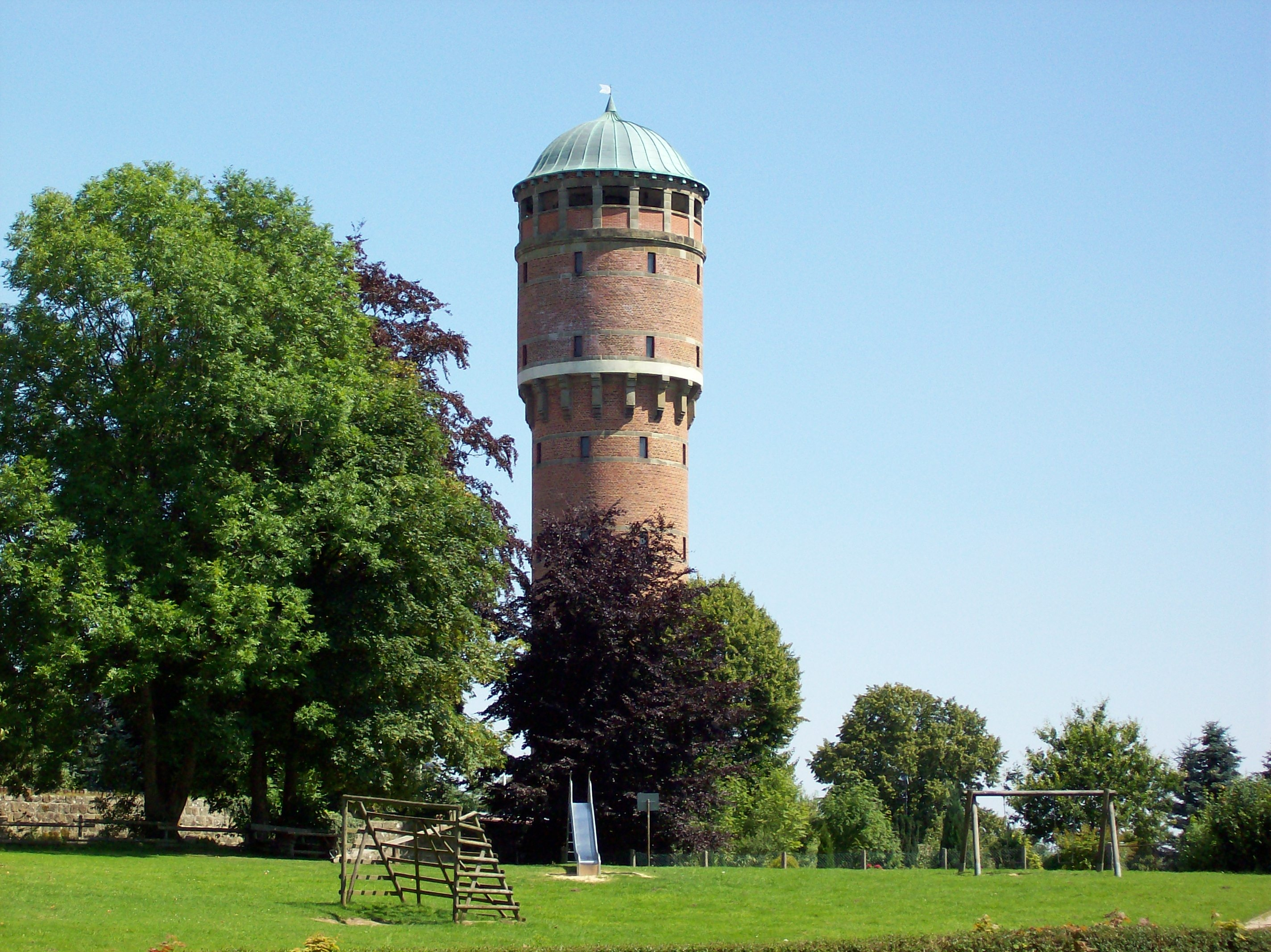
Wasserturm Rüthen

Der Rüthener Wasserturm ist ein Wasserturm in der westfälischen Stadt Rüthen. Er wurde 1909 am höchsten Punkt der Altstadt, am Rande der südlichen Stadtmauer auf einer Höhe von 386 m ü. NHN aus Ziegelmauerwerk und Rüthener Sandstein errichtet und steht unter Denkmalschutz. Der Turm ist insgesamt 35,9 m hoch und verfügt über eine Aussichtsgalerie in 30 m Höhe unter dem mit Kupferblech eingedeckten, kuppelförmigen Turmhelm. Der Wasserbehälter, der auch heute noch für die Wasserversorgung genutzt wird, hat ein Fassungsvermögen von 150 m³.